# 芬乔
芬乔（德語：Ventschow，發音：[ˈfɛntʃoː]）是德国梅克伦堡-前波美拉尼亚州西北梅克伦堡县的市镇，面积13.63平方千米，2023年12月31日人口为765人。